# Vasile Goldiș
Vasile Goldiș, korabeli magyar forrásokban Goldis László vagy Goldis Vazul (Bélmocsolya, 1862. november 12. – Arad, 1934. február 10.) román politikus és publicista, az erdélyi kormányzótanács tagja.

## Életpályája
Apja, Isaia Goldiș, és nagyapja, Teodor Goldiș egyaránt papok voltak; anyja, Florea Cornea a repszegi pap leánya. Az elemi iskolát Csermőn és Újpanádon, a középiskolát Aradon végezte. 1881–1882-ben és 1884–1885-ben a budapesti, illetve 1882–1884-ben a bécsi egyetem bölcsészkarán tanult. A diploma megszerzése után 1885. szeptember 1-jétől egy tanévig egy budapesti gimnáziumban tanított, 1886-1889 között pedig a karánsebesi pedagógiai-teológiai intézetben. Egyike volt az első, magyar nyelv oktatására felhatalmazott, diplomás román tanároknak. 1889. szeptember 1-jétől a brassói román ortodox gimnáziumban kapott tanári állást, ahol 1901-ig dolgozott; ez idő alatt több román nyelvű tankönyvet jelentetett meg. 1893-ban belépett a Román Nemzeti Pártba. 1901-ben Aradra költözött, ahol először a román ortodox püspökség titkáraként, utóbb a felső leányiskola igazgatójaként tevékenykedett.
1905 és 1910 között a magyar országgyűlésben volt képviselő, ahol 22-szer szólalt fel a román nemzetiség érdekében. 1910-ben Iuliu Maniu és Valeriu Braniște mellett egyik megfogalmazója volt annak az emlékiratnak, amelyben a Román Nemzeti Párt ismertette Tisza István miniszterelnökkel az erdélyi románság politikai, gazdasági és kulturális igényeit: a választójog bővítése, ötven választókörzet felállítása, a román nyelv hatósági használata, román anyanyelvű hivatalnokok létszámminimumának meghatározása, három új román püspökség felállítása, az Apponyi-féle iskolatörvény felülvizsgálata, a román kultúra állami támogatásának növelése, három állami román gimnázium létesítése. 1911. január 1-jén ő lett a Román Nemzeti Párt új lapjának, az aradi Românul című újságnak, valamint a Concordia nyomdának a vezetője. Mivel Vasile Goldiş megtagadta, hogy hűségnyilatkozatot írjon alá a Tisza-kormánynak, a lapot 1916. novemberben felfüggesztették, de 1918. novembertől ismét megjelent.
A gyulafehérvári román nagygyűlés előkészítése során dualista elképzeléseket fogalmazott meg: „El fogjuk határozni, hogy a magyarországi román nemzet, helyesebben a románok által lakott terület, Romániához csatlakozik… Románia teljes autonómiát ad nekünk addig az ideig, amíg a Román Királyság régi területén a demokratikus átalakulás meg nem történik. Romániával közös lesz a hadügy, külügy és pénzügy.” Az 1918. december 1-jén tartott nagygyűlés megválasztotta a 217 tagból álló Román Nemzeti Nagytanácsot (Mare Sfat Naţional), amely december 2-án létrehozta a 15 miniszterből álló kormányzótanácsot. Ebben Vasile Goldiș a kultúráért, oktatásért és a kisebbségekkel való kapcsolattartásért felelős miniszterként szerepelt (1918. december 2. és 1920. április 4. között). Egyike volt annak a négy küldöttnek, akik a nagygyűlés határozatát elvitték I. Ferdinánd román királynak.
Tagja volt a bukaresti román kormánynak is, először erdélyi ügyekért felelős tárca nélküli miniszterként (1918. december 17. – 1919. november 28.) utóbb kultuszminiszterként (1926. március 30. – 1927. június 4.). 1919-ben a Román Akadémia tiszteleti tagjává választották.
Az 1920-as évek végén visszavonult a politikai életből, és Aradon telepedett le, de az ASTRA kulturális egyesületben továbbra is tevékeny maradt. Az egyesület elnöki tisztségét 1923–1932 között töltötte be.

## Művei
- Istoria Ungariei. Brassó. 1890. (Mangold Lajos "A magyarok története" története című könyvének fordítása).[7]
- Elemente de Constituţia patriei sau drepturile şi dorinţele cetăţeneşti. Pentru şcoalele poporale române. Braşov: Librăria Ciurcu. 1894.
- Abecedar și întâia carte pentru deprinderea limbei maghiare în școlile poporale române. Braşov. 1894. (Koós Ferenccel közösen).[8]
- Istoria patriei în legătură cu evenimentele epocale din istorie. Pentru şcoalele poporale române. Braşov: Librăria Ciurcu. 1896.
- Sintaxa limbei latine, pentru clasa III şi IV gimnazială. Braşov: Tipografia A. Mureşianu
- Geografia pentru şcoalele poporale, întocmită pe baza planului ministerial de învăţământ, partea primă pentru clasele III şi IV. Braşov: Librăria Ciurcu. 1900.
- A nemzetiségi kérdésről. Arad: Concordia. 1912.
- Discursuri. Rostite în preajma Unirii şi la şi la Asociaţiunea Culturală „Astra”. Bucureşti: Cultura Naţională. 1928.
- Scrieri social-politice şi literare. Timişoara: Facla. 1976.

## Emlékezete
Aradon található sírja a romániai műemlékek jegyzékében szerepel AR-IV-m-B-00682 jelzettel. 2002 óta szülőfaluja a Vasile Goldiș nevet viseli. 2003. november 30-án nyílt meg Aradon a Vasile Goldiș Emlékmúzeum. Erdélyben több iskola, valamint az 1990-ben alapított aradi Vasile Goldiș Nyugati Egyetem viseli nevét. 
Aradon egész alakos szobor, Gyulafehérváron mellszobor őrzi emlékét.

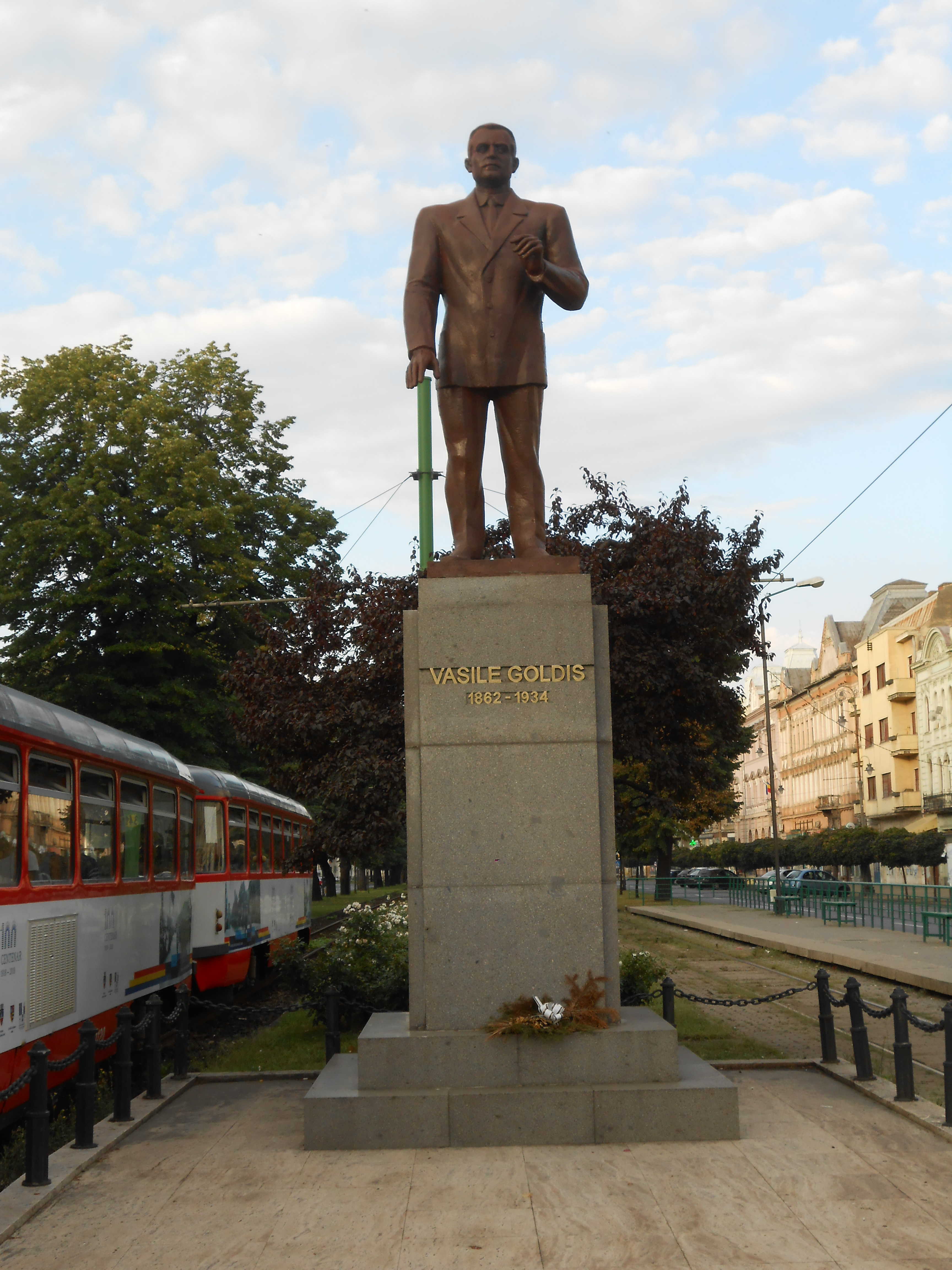
Arad
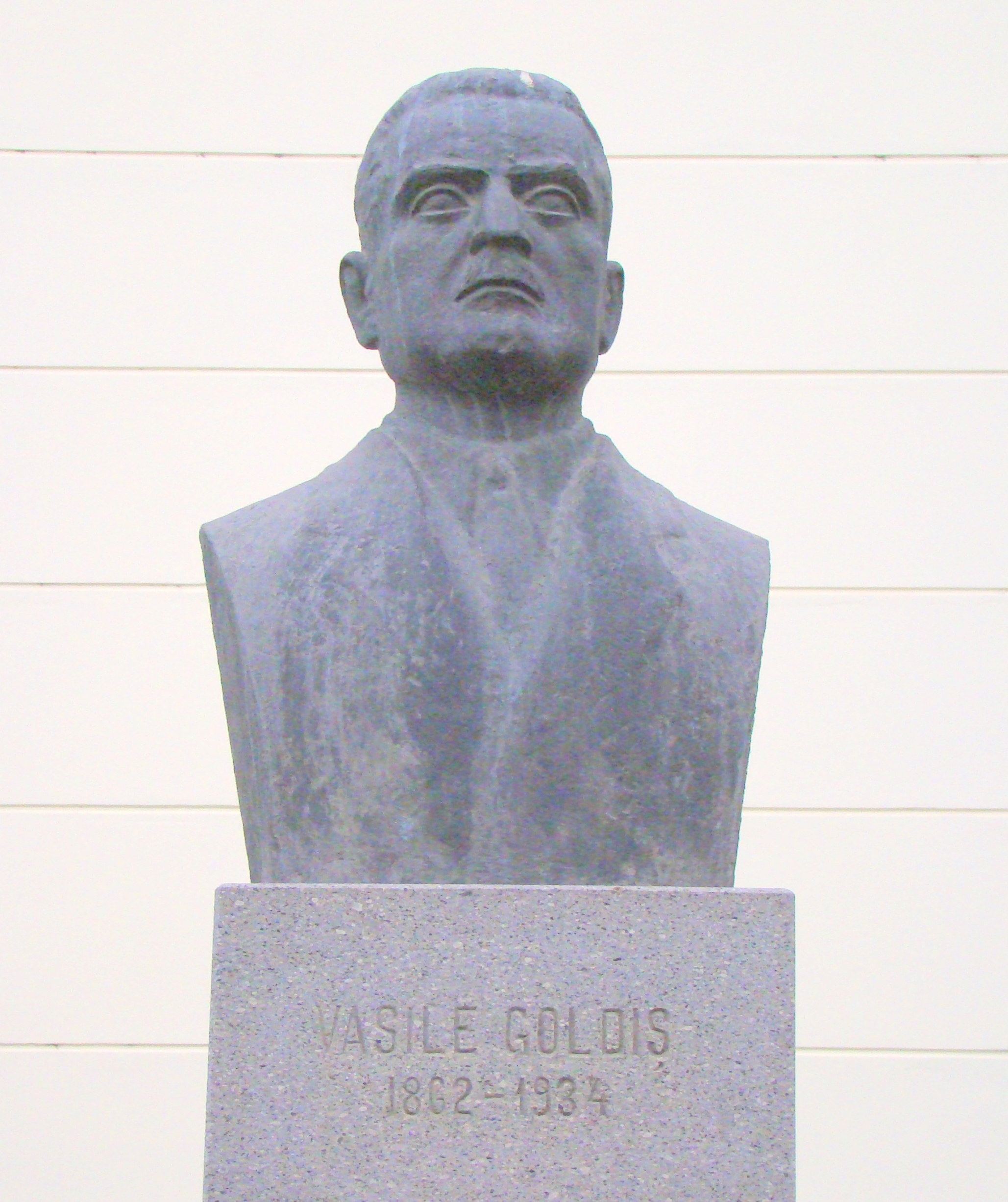
Gyulafehérvár